# Johann Weiner
Johann Weiner ist ein ehemaliger deutscher Fußballspieler, der für den FC Bayern München aktiv war.

## Karriere
Weiner gehörte dem FC Bayern München von 1960 bis 1962 als Stürmer an, für den er in seiner ersten Saison lediglich vier Freundschaftsspiele bestritt und zwei Tore erzielte. In seiner letzten Saison 1961/62 kam er in nur zwei Punktspielen der Oberliga Süd, der seinerzeit höchsten deutschen Spielklasse, zum Einsatz. Er debütierte am 3. September 1961 (5. Spieltag) bei der 3:4-Niederlage im Auswärtsspiel gegen Kickers Offenbach und kam am darauffolgenden Spieltag im Stadion an der Grünwalder Straße bei der 0:4-Niederlage gegen den TSV 1860 München zu seinem letzten Punktspiel.